# El Axixintle
El Axixintle är en ort i Mexiko.   Den ligger i kommunen Coatlán del Río och delstaten Morelos, i den sydöstra delen av landet, 80 km söder om huvudstaden Mexico City. El Axixintle ligger 1 077 meter över havet och antalet invånare är 211.
Terrängen runt El Axixintle är huvudsakligen kuperad, men den allra närmaste omgivningen är platt. Runt El Axixintle är det ganska tätbefolkat, med 108 invånare per kvadratkilometer. Närmaste större samhälle är La Joya, 8,2 km söder om El Axixintle. I omgivningarna runt El Axixintle växer huvudsakligen savannskog.